# Johannes Nucius
Johannes Nucius (también Nux, Nucis) (c. 1556 - 25 de marzo de 1620) fue un compositor alemán y teórico de música del Renacimiento tardío y el Barroco temprano.  A pesar de que se mantuvo aislado de la mayoría de los centros importantes de actividad musical, fue un pulido compositor en el estilo de Lassus y artífice de tratados muy influyentes en el campo del proceso de composición musical.

## Vida
Nucius Nació en Görlitz, en Baja Silesia.  Estudió en el gimnasio en Görlitz con Johannes Winckler, a quien siempre recordó con reverencia en sus escritos.En 1586 ingresa como monje en el monasterio de Rauden, en Alta Silesia; donde recibe educación humanística complementaria de la formación musical ya recibida con Winckler. Progresa en la jerarquía del monasterio, llegando a díacono y más tarde abad en Himmelwitz; pero en 1598 deriva la mayoría de sus deberes a sus ayudantes para poder componer y escribir su tratado sobre música
Muere en Himmelwitz (ahora Jemielnica, Polonia), cerca de la ciudad de Strehlitz, en Alta Silesia (ahora Strzelce Opolskie)

## Trabajos e influencia
La música de Nucius muestra la fuerte influencia de Lassus.  Publicó dos colecciones de motetes, conteniendo un total de 102 piezas, así como varias misas; sus trabajos se publicaron en Praga y Liegnitz.  La escritura es homofónica pero con una abundancia de recursos expresivos, cuya aplicación exacta describe en detalle en su tratado, Musices poeticae.
La reputación de Musices poeticae se mantuvo al menos hasta el siglo XVIII; el tratado influyó sobre las tres obras teóricas más notables del barroco;  Sintagma musicum (1618) de Michael Praetorius, Critica musica (1722-1723) de Johann Mattheson, y Musicalisches Lexicon de Johann Gottfried Walther  (1732).
Musices poeticae es una guía para la composición. Se enfoca principalmente en el contrapunto, e incluye nueve capítulos, los que cubren temas diversos como la definición de música, la definición de sonido, intervalos concordantes y discordantes, la sucesión apropiada de Consonancia y disonancia, modos musicales, cadencias, contrapunto  compuesto e improvisado, y técnicas apropiadas de composición para diferente número de voces.  El capítulo más famoso es el 7.º , con su original lista de recursos musicales concretos para expresar sentimientos diferentes. Constituye la primera vez en la tradición Barroca alemana en que se comparan recursos musicales y retóricos, idea luego ampliada por Joachim Burmeister y Mattheson.
Algunos de los recursos básicos listados son:  commissura (notas disonantes pasajeras),  fuga (imitación melódica de distintos tipos),  repetitio (la repetición de una sección para dar efecto dramático), clímax (pasos en paralelo en terceras o décimas), complexio, homoioteleuton (el uso dramático de silencio)